# 방위성 이치가야 지구
방위성 이치가야 지구(일본어: 防衛省市ヶ谷地区 보에이쇼 이치가야 야치[*] 영어: Ichigaya Area), 혹은 방위성 이치가야 청사(일본어: 防衛省市ヶ谷庁舎 보에이쇼 이치가야 쵸샤[*], 영어: Ichigaya Building)는  도쿄도 신주쿠구 이치가야혼무라정 5-1에 있는 일본 방위성의 본성 청사를 중심으로 구성된 자위대의 시설 지구이다.

## 세입 조직
- 방위성 본성 내부부국
  - 대신관방
  - 방위정책국
  - 인사교육국
  - 정비계획국
  - 지방협력국
- 자위대 사이버방호대
- 자위대 정보보전대 본부
  - 중앙정보보전대

### 기관
- 방위연구소
- 방위대학교 연락실
- 방위의과대학교 연락실

### 특별기관
- 통합막료감부
- 육상막료감부
- 해상막료감부
- 항공막료감부
- 정보본부
- 방위감찰본부
- 방위회의
- 통합막료학교
  - 국재 평화협력센터 国際平和協力センター
- 외국군용품심판소

### 外局
- 방위장비청 내부부국
  - 장관관방
  - 장비정책부
  - 프로젝트 관리부
  - 기술전략부
  - 조달관리부
  - 조달사업부

## 육상자위대 이치가야 주둔지

### 방위대신 직할부대 및 기관
- 경무대
  - 중앙경무대
  - 동부방면경무대
    - 제302보안경무중대
- 육상자위대 중앙업무지원대
- 육상자위대 중앙관제기상대
- 육상자위대 중앙회계대
- 육상자위대 회사감사대
- 자위대 도쿄 지방협력본부 - 도쿄부 신주구 이차가야혼마치정 10번 1호[1] (동부방면총감 지휘감찰 산하)

### 육상자위대 예하부대
隷下部隊
- 시스템통신단
  - 시스템통신단 본부
  - 시스템통신단 본부付隊
  - 중앙기지시스템통신대
  - 통신보전감사대 監査隊
  - 사이버방호대
  - 시스템개발대
  - 제301영상사진중대
- 중앙정보대
  - 기초정보대 基礎

## 해상자위대 이치가야 지구

### 방위대신 직할부대
- 시스템통신대군
  - 중앙시스템통신대
  - 보전감사대
- 해상자위대 경무대
  - 요코스카 지방경무대
    - 도쿄 경무분견대
- 해상자위대 도쿄업무대

## 항공자위대 이치가야 기지

### 방위대신 직할부대
- 항공시스템통신대
- 항공경무대 본부
  - 도쿄 지방경무대
- 항공중앙경무대

### 중부항공방면대 예하부대
隷下部隊
- 중부고사군
  - 제1고사대
    - 이치가야 분견반

## 참고
1. ↑  東京地本公式HP 移転のお知らせ